# دیگچه
دیگجه ویسیرگچن، روستایی است از توابع بخش مرکزی شهرستان گنبد کاووس در استان گلستان ایران.

## جمعیت
این روستا در دهستان سلطانعلی قرار داشته و براساس سرشماری سال 1395جمعیت آن 2٬750نفر (750خانوار) بوده‌است.